# Рентгенівські джерела
Рентге́нівські джере́ла — астрономічні об'єкти, рентгенівське випромінювання яких досить потужне для виявлення наявними засобами спостереження.
Абсолютна рентгенівська світність (LX) яскравих джерел перевищує 2× 103 L☉ (у діапазоні 2—10 кеВ). У слабких джерел LX < 2× 10-7 L☉.

## Позначення
Позначення перших рентгенівських джерел утворювалися за такою схемою:
- назва сузір'я;
- велика латинська літера «X» (від X-Ray — первинної назви рентгенівських променів);
- дефіс («-»);
- порядковий номер (рентгенівські джерела в кожному сузір'ї нумерували в порядку зменшення яскравості).

Наприклад, Лебідь X-1 — найяскравіше рентгенівське джерело в сузір'ї Лебедя.
Після виявлення великої кількості рентгенівських джерел їх почали позначати із застосуванням небесних координат.

## Класифікація
Серед рентгенівських джерел є об'єкти Чумацького Шляху та позагалактичні об'єкти.

### Галактичні джерела
Виявлені в нашій Галактиці рентгенівські джерела поділяють на дискретні та протяжні.
Протяжними джерелами є залишки наднових, а також подібні структури, утворені зоряним вітром масивних зір. Найкраще досліджена структура такого типу — Крабоподібна туманність.
Дискретні джерела пов'язані із зорями. 
Слабке рентгенівське випромінювання виявлено у звичайних зір пізніх спектральних класів (Зорі типу T Тельця, спалахуючі зорі, змінні типу RS Гончих Псів), зокрема, у Сонця.
Втім, найпотужнішими джерелами рентгенівського випромінювання є подвійні системи, до складу яких належить компактний об'єкт (чорна діра, нейтронна зоря або білий карлик).

#### Рентгенівські подвійні
Рентгенівське випромінювання таких систем зумовлене акрецією речовини на компактну зорю. Для них характерною є змінність рентгенівського випромінювання. Майже всі вони чергують активний стан із пасивним, у пасивному стані потік рентгенівського випромінювання може бути нижчим за межу реєстрації. Переходи між активним та пасивним станом можуть мати як квазіперіодичний, так і випадковий характер. 
Джерела, які більшу частину часу перебувають у пасивному режимі, називають тимчасовими (або транзієнтами).

### Позагалактичні джерела
- Активні ядра галактик.
- Міжгалактичний газ у скупченнях галактик.
- Звичайні галактики.
- У найближчих галактиках виявлено дискретні рентгенівські джерела, подібні до джерел Чумацького Шляху.